# أناة (اسم)
أَنَاة هو اسم علم مؤنث من أصل عربي، الحلم والوقار والمنعمة من النساء مع فتور ورزانة.